# FT8
FT8 (forkortelse for Franke-Taylor-design, 8-FSK-modulation) er en dataprotokol, der anvender kvantiseret frekvensskiftmodulation til radiokommunikation. FT8 bruges af mange amatørradiooperatører verden over.

## Historisk
Efter udgivelse den 29. juni 2017 af dens skabere Joe Taylor, K1JT og Steve Franke, K9AN, sammen med softwarepakken WSJT, blev FT8 hurtigt taget i brug af mange - og blev en af de mest populære digitale modulationer ifølge Club Log (radioamatørklub) brugerdata efter ca. 1/2 år. FT8 blev også den mest populære til automatiske spotting-netværk såsom PSK-Reporter inden for 2 år efter juni 2017.

## Introduktion
FT8 er en populær form for digital kommunikation med svagt signal, der primært bruges af amatørradiooperatører til at kommunikere på amatørradiobånd med størstedelen af trafikken på HF-amatørbåndene. FT8 giver operatører mulighed for at kommunikere på trods af ugunstige forhold, såsom dem, der ses under lav solaktivitet, høj RF-støj eller med lav sendereffekt. Med fremskridt inden for signalbehandlingsteknologi kan software afkode FT8-signaler med et signal-til-støj-forhold så lavt som -20 dB i en frekvensbåndbredde på 2500 Hz, hvilket er væsentligt lavere end konventionelle ICW- eller SSB-transmissioner.
Fx kan WSJT dekode alle FT8-transmissioner samtidigt indenfor ca. 2-3 kHz båndbredde via en PC, grundet avanceret signalbehandling. Det gør det meget let at danne sig et overblik over hvilke radioamatører som er aktive og som formentlig er mulige at lave QSOer med.

## Virkemåde
FT8 omfatter 77-bit beskedblokke, der transmitteres i regelmæssige 15-sekunders perioder, bestående af 12,64 sekunders transmissionstid og 2,36 sekunders afkodningstid, hvilket giver en digital datahastighed på 6,09 bit/sek. Kildekodning giver en effektiv meddelelsesgennemstrømning svarende til omkring 5 ord i minuttet. Det påkrævede signal-til-støj-forhold i en 2500 Hz båndbredde er -21 dB, så den tilsvarende Eb/N0 er 10 log10(2500/6,09) = 26,1 dB større eller -21 dB + 26,1 = 5,1 dB.
Selvom FT8-transmissioner sker inden for faste tidsvinduer, kan softwaren klare uoverensstemmelser mellem sende- og modtagesystemer på op til et sekund eller to. Forudsat at de manuelt indstilles til det korrekte klokkeslæt med jævne mellemrum (f.eks. ved at bruge WWV eller andre tidsstandardudsendere), er konventionelle computer-realtidsure normalt tilstrækkelige. De fleste FT8-brugere udnytter dog online tidsservere, der bruger NTP eller tidssignaler fra GPS'en for automatisk at opnå og vedligeholde bedre tidsnøjagtighed.
Den anvendte fejlkorrigerende kode (Low-Density Parity Check (LDPC)) hjælper med at opnå pålidelig kommunikation på trods af almindelige RF-problemer såsom fading og interferens og svage/støjende signaler på grund af marginale radioudbredelsesforhold, lav sendeeffekt og ineffektive radioantenner (f.eks. i begrænsede og overfyldte byområder). Hvis forventede beskeder savnes eller ikke bekræftes, kan softwaren sende dem igen i næste tidsrum.
De 77 bit er tilstrækkelige til frie tekstbeskeder på op til 13 ASCII-teksttegn, der minder om SMS (TXT) beskeder. Et smart datakomprimeringsskema reducerer antallet af digitale bits, der kræves for at sende de strukturerede beskeder. De strukturerede beskeder indeholder konventionelle radioamatørkaldesignaler, rapporter (RST-kode) og lokaliseringsdata (Maidenhead locator). Lange eller usædvanlige kaldesignaler er problematiske for dataprotokollen, på trods af at der bruges hashing til at videregive kondenserede repræsentationer. Afkodningsfejl og hash-kollisioner genererer lejlighedsvis falske "kaldesignaler", der skaber forvirring - eller spænding, hvis de ser ud til at være sjældne, men ægte opkald.

## Anvendelser
Der er mange anvendelser af FT8 inklusiv contesting, testning af radioantenner, og for videnskabelig forskning.

## Yderligere information
FT8DMC er en populær klub dedikeret til FT8.
The FT8 Operating Guide giver pragmatiske råd om anvendelse af FT8.